# Плавни (Васильевский район)
Плавни (укр. Плавні) — село,
Каменский сельский совет,
Васильевский район,
Запорожская область,
Украина.
Код КОАТУУ — 2320982202. Население по переписи 2001 года составляло 329 человек. По состоянию на январь 2023 года в селе проживало 73 человека.

## Географическое положение
Село Плавни находится на левом берегу Каховского водохранилища,
выше по течению на расстоянии в 1,5 км расположено село Приморское,
ниже по течению примыкает село Каменское.
Рядом проходит автомобильная дорога М-18 (E 105).
Через село проходит железная дорога, станция Плавни.

## История
- 1920 — дата основания.